# Kurt Stöpel
Kurt Stöpel, nacido el 12 de marzo de 1908 en Berlín y fallecido el 11 de junio de 1997 en la misma ciudad, fue un ciclista alemán. Profesional de 1930 a 1938, ganó una etapa del Tour de Francia 1932. Se convirtió durante esta edición en el primer alemán en ganar una etapa en el Tour, en vestir el maillot amarillo y en terminar en el pódium (2º de la general final).

## Palmarés
1927
- 1 etapa de la Vuelta a Alemania

1930
- 1 etapa de la Vuelta a Alemania

1932
- 2.º en el Tour de Francia, más 1 etapa

1934
- Campeonato de Alemania en Ruta
- Vuelta a Colonia
- Tour de Berlín

## Resultados en las grandes vueltas
| Carrera         | 1930 | 1931 | 1932 | 1933 | 1934 | 1935 | 1936 | 1937 | 1938 |
| --------------- | ---- | ---- | ---- | ---- | ---- | ---- | ---- | ---- | ---- |
| Giro de Italia  | -    | -    | 5º   | 8º   | -    | -    | -    | -    | -    |
| Tour de Francia | -    | 16º  | 2º   | 10º  | 22º  | Ab.  | -    | -    | -    |
| Vuelta a España | X    | X    | X    | X    | X    | -    | -    | X    | X    |